# Jörg Schimmelpfennig
Jörg Schimmelpfennig (* 1955 in Berlin) ist ein deutscher Volkswirt.

## Leben
Er studierte zwischen 1973 und 1979 Mathematik, Wirtschaftswissenschaft und Physik in Bielefeld. 1985 promovierte er an der Universität Osnabrück, wo er auch 1992 in Volkswirtschaftslehre habilitierte. Vor seiner Tätigkeit an der Ruhr-Universität Bochum  lehrte Schimmelpfennig unter anderem an der Ernst-Moritz-Arndt-Universität Greifswald und der Universität des Saarlandes. Er hat den Lehrstuhl für Theoretische Volkswirtschaftslehre II (Theoretische und Angewandte Mikroökonomik) an der Ruhr-Universität Bochum inne.

## Forschungsschwerpunkte
Seine Forschung befasst sich mit allgemeinen Probleme in den Bereichen Mikroökonomik und Spieltheorie. Zudem beschäftigt er sich mit der Kostenschätzung des natürlichen Monopols sowie Fragen zur Privatisierung und Regulierung der Bahn.